# Côte Saint-Luc
Pronunciação
Côte Saint-Luc é uma cidade localizada na província de Quebec no Canadá.